# Grüntal-Frutenhof
Grüntal-Frutenhof ist ein Stadtteil von Freudenstadt in Baden-Württemberg.

## Geschichte
Bereits 8000 bis 5000 v. Chr. durchstreiften Steinzeitjäger die weitere Umgebung. Spuren einer mittelsteinzeitlichen Siedlung wurden bei Wittendorf, eines Rastplatzes bei Schopfloch und oberhalb Hallwangen gefunden. Einfache kleine Hornsteinwerkzeuge bei Freudenstadt (Hebel, Schaber, Kratzer, Messer).
Wann sich die ersten Menschen in Grüntal-Frutenhof angesiedelt haben, ist wie bei fast allen Städten und Dörfern unbekannt. Es gibt keine Urkunden darüber. In das Zeitalter der Kreuzzüge um 1100 n. Chr. fällt die erste urkundliche Erwähnung von „Gruonendal“. In einer Urkunde des Tübinger Pfalzgrafen von 1103 ist „Gruonendal“ am Rande erwähnt. In diese Zeit fällt auch der Bau des Klosters Reichenbach durch Mönche des Abts Wilhelm von Hirsau in den Jahren 1082–1085.
Der Ortsname Grüntal war in der Vergangenheit mehreren Lautzeichen und orthographischen Veränderungen unterworfen. Um 1100 liest man Grindilen und Gruonendal, 1344 Grunethal, 1521 Griendel, hernach Grunthal, Grundel, Gröndel, Grändel. Eindeutig nimmt der Name Bezug auf die Lage im grünen Tal.
Rund einen Kilometer oberhalb Grüntal taucht um 1470 erstmals der „Fruthof“ als einzelnes Hofgut und Erblehen der württembergischen Herzöge in den Büchern der herzoglichen Kellerei in Dornstetten auf. Er gehörte damals schon zu Grüntal.
Auch für Frutenhof gab es ursprünglich ca. 15 verschiedene Schreibweisen, z. B.: Fruetenhooft, Fruotenhof, Fruedenhof, Fruttenhof, Frutten Hof. In einer Unterpfandverschreibung um 1500 von Ludwig Frut lautet die Bezeichnung für Frutenhof „Kretzenbüel zu gredal“.
Grüntal-Frutenhof erscheint in einer ersten schriftlichen Waldgedingeverkündigung der Gemeinden Aach, Bentzingen, Dietersweiler, Dornstetten, Hallwangen, Wittlensweiler.

## Das Waldgeding
Zum einstigen Waldgeding zählte das Quellgebiet der Glatt mit Aach, Benzingerhof, Dietersweiler, Dornstetten, Grüntal-Frutenhof, Hallwangen, Untermusbach und Wittlensweiler. Es wurde nach der endgültigen Besetzung Alemanniens durch die Franken nach dem Cannstatter Blutsonntag 746 als fränkischen Stützpunkt (Hundertschaft) eingerichtet. Dornstetten wird 767 erstmals im Schenkungsbuch des Klosters Lorsch genannt. Die Angehörigen des Waldgedings besaßen das Recht eines besonderen Nutzens und eines besonderen Gerichts. Das Gericht bestand aus dem Vorsitzenden des Amtes Dornstetten mit zwölf Richtern, die aus den genannten Orten gewählt wurden. Als Gerichtsstätte diente ein „unbedeckter Hof“ in Aach, der nur bei Regenwetter mit einem „bedeckten Raum“ vertauscht wurde. Vermutlich gehörte dieser Hof zum Gasthaus zur Sonne in Aach, dem heutigen Gasthof „Waldgericht“, wo heute noch das Zeichen einer Freistätte für Verbrecher zu sehen ist. Gerichtstage waren der Maientag (1. Mai) und Gallustag (16. Oktober). An diesen Tagen wanderten alle dorthin, die eine entsprechende Rechtssache vorzubringen hatten. Es wurde beraten über „Erb und Eigen“, über Vergehen, die sich u. a. auf „Wild, Wasser und Weide“ bezogen. Das Gericht hatte die Macht, jede Art von Strafe zu verhängen und selbst „peinliche Fälle“ abzuurteilen. Reichte ein einziger Tag für die vorgebrachten Fälle nicht aus, so wurde die Gerichtssitzung etwas später in Dornstetten, möglichst auch unter freiem Himmel, fortgesetzt.
Die Nutzungsrechte des Waldgedings waren nicht gering. Jeder Angehörige hatte das Recht, seinen Bedarf an Bau- und Brennholz im Wald zu holen, nur gegen Entrichtung einer kleinen Abgabe, die als „Rauchhaber“ oder „Waldhaber“ bezeichnet wurden. Jedermann hatte das Recht der Jagd auf „schädliche“ Tiere, wie Fuchs, Wolf, Bär, Wildschwein und alle Vögel. Sogar Hasen durfte jeder „für sich und die Seinen“ ungestraft jagen. Nur für die Pirsch auf Hirsch und Reh war eine besondere Erlaubnis nötig. Als Wassernutzung war nicht nur die Bewässerung der Wiesengründe erlaubt, sondern jeder Angehörige des Waldgedings durfte in den Bächen Fische nach Belieben fangen. Weide und Heide war für alle freigegeben. So viel, wie man Vieh über den Winter zu bringen vermochte, durfte auch im Sommer auf die Weide getrieben werden. Heide und Wildheu zu mähen war ebenfalls erlaubt „bis an die Kirchhofmauer zu Igelsberg“, wo die Grenze des Waldgedings gewesen sein dürfte.
Die Pflichten der Waldgedingsberechtigten ihrer Herrschaft gegenüber waren nicht anders. Nur unter sich waren die einzelnen Ortschaften zur gegenseitigen Hilfe verpflichtet. Auch mit Waffen mussten sie einspringen, wenn feindliche Überfälle drohten.

## Grenzpfähle und Grenzstein
An den Grenzen zu den Nachbargemeinden wurden 3 Grenzpfähle, in den Farben des Königreichs Württemberg, und ein Grenzstein errichtet.

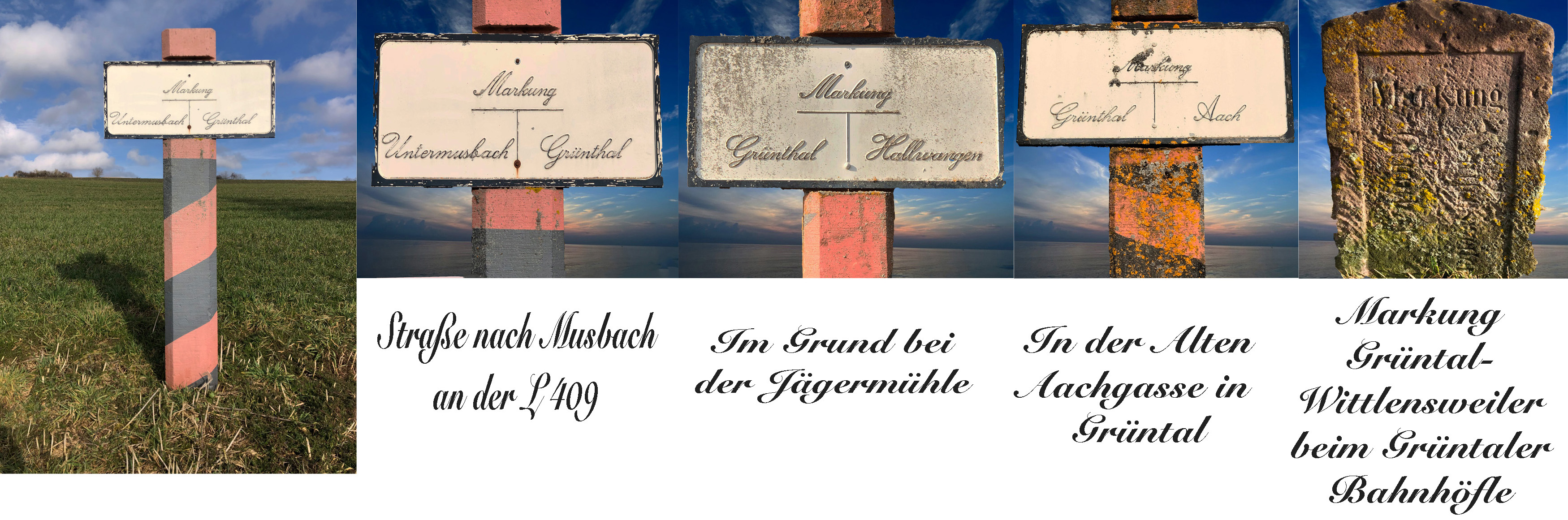
Grenzpfähle und Grenzstein an der Gemeindegrenze

## Die Johanneskirche
So unklar wie die Entstehung des Dorfes Grüntal ist auch die der Pfarrei St. Johannes: Einer Sage zufolge vom mittelalterlichen Ortsadel, den „Herren von Grüntal“ errichtet, findet sich eine Johanneskapelle erst in der Erhebung Grüntals zur eigenen Pfarrei, zu der auch Wittlensweiler, Aach und Hallwangen gehörten. 1583 reichte die kleine errichtete Kapelle nicht mehr aus, weshalb Herzog Ludwig von Württemberg einen Neubau genehmigte und teilweise auch finanzierte. Zunächst begann der herzogliche Baumeister Georg Beer 1592 mit den Baumaßnahmen, übergab aber bald die Planung und Leitung an seinen Mitarbeiter Heinrich Schickhardt, der später als genialer Baumeister und Städteplaner Berühmtheit erlangen sollte. Schickhardt plante und baute u. a. die ganze Stadt samt Kirche und öffentlichen Gebäuden von Freudenstadt, die Stiftskirche in Herrenberg, die erste evangelische Kirche Frankreichs in Mömpelgard (Montbéliard). Unsere schöne Johanneskirche ist mit ihren Wandfresken im Chorraum und den Apostel-Gemälden an der Westempore ein Schmuckstück, das aus der Umgebung heraussticht. Sie bietet, ohne zusätzliche Bestuhlung, 300 Personen einen Sitzplatz und kann durch zusätzliche Bestuhlung auf 350 Sitzplätze erweitert werden.
Der 400. Geburtstag der Johanneskirche wurde 1992 mit Gottesdiensten, Konzerten, Gemeindefest, einer Ausstellung und einem geschichtlichen Vortrag durch die Kirchengemeinde Grüntal – Frutenhof – Musbach gebührend gefeiert. Höhepunkt war am Jubiläumsfeiertag der Festgottesdienst am 24. Mai 1992 mit Gemeindefest und liturgischem Abendgebet. Auch eine Festschrift wurde herausgegeben, die über die Geschichte der Kirche und das Gemeindeleben berichtet.

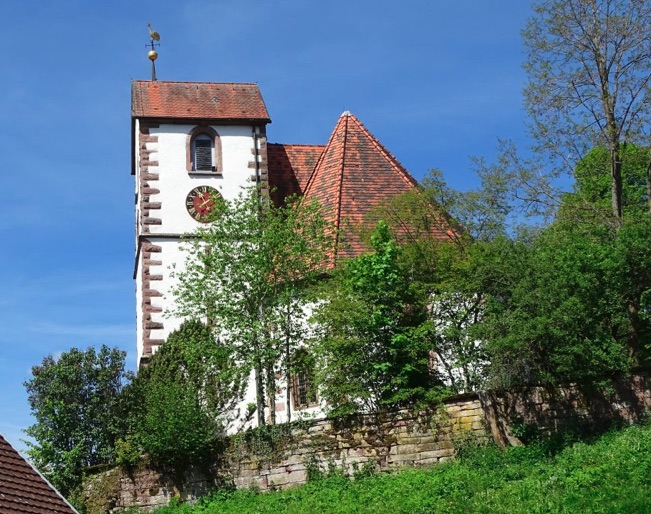
Ostseite der Johanneskirche in Grüntal
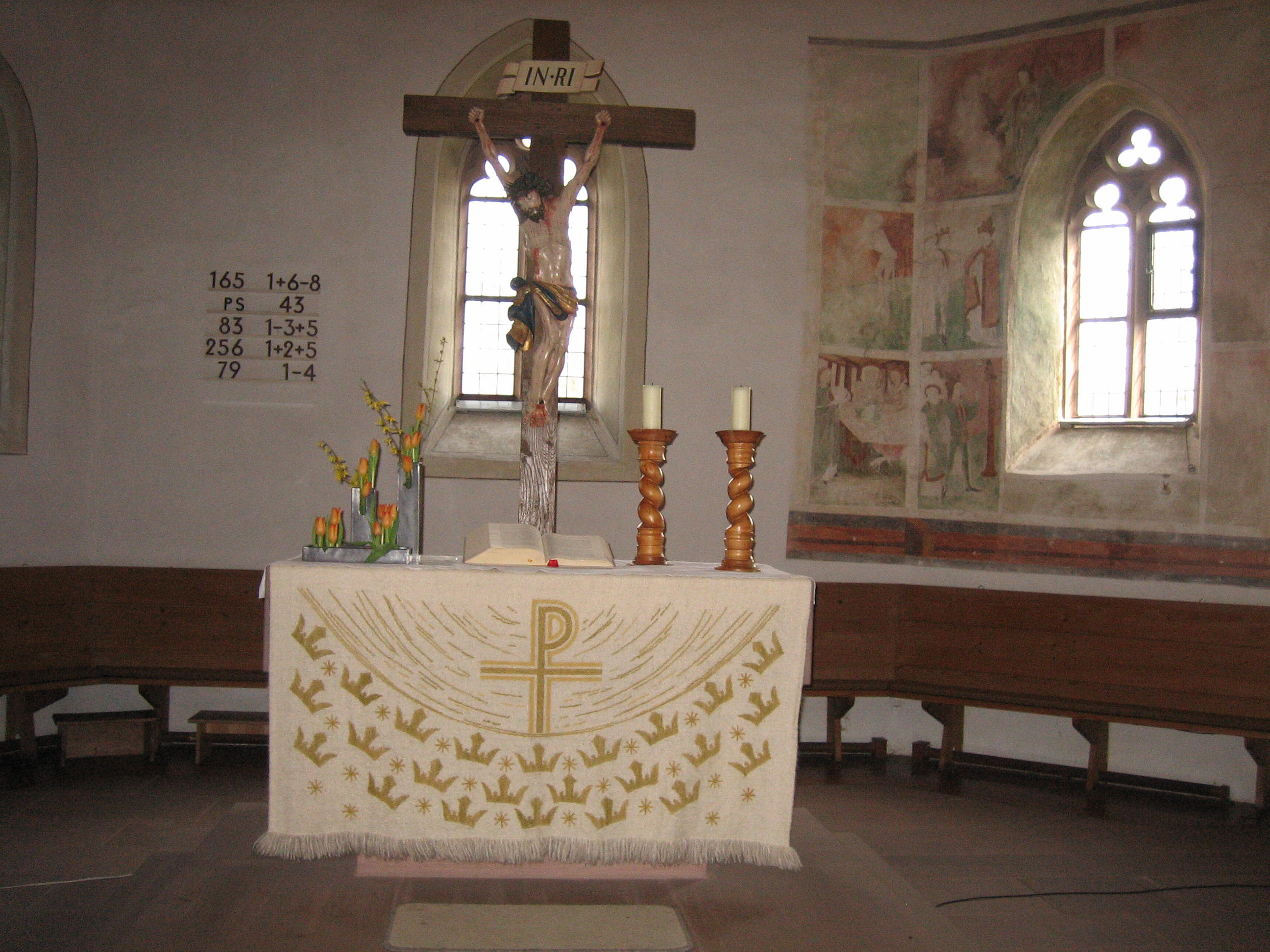
Innenraum der Johanneskirche mit Altar und Fresken
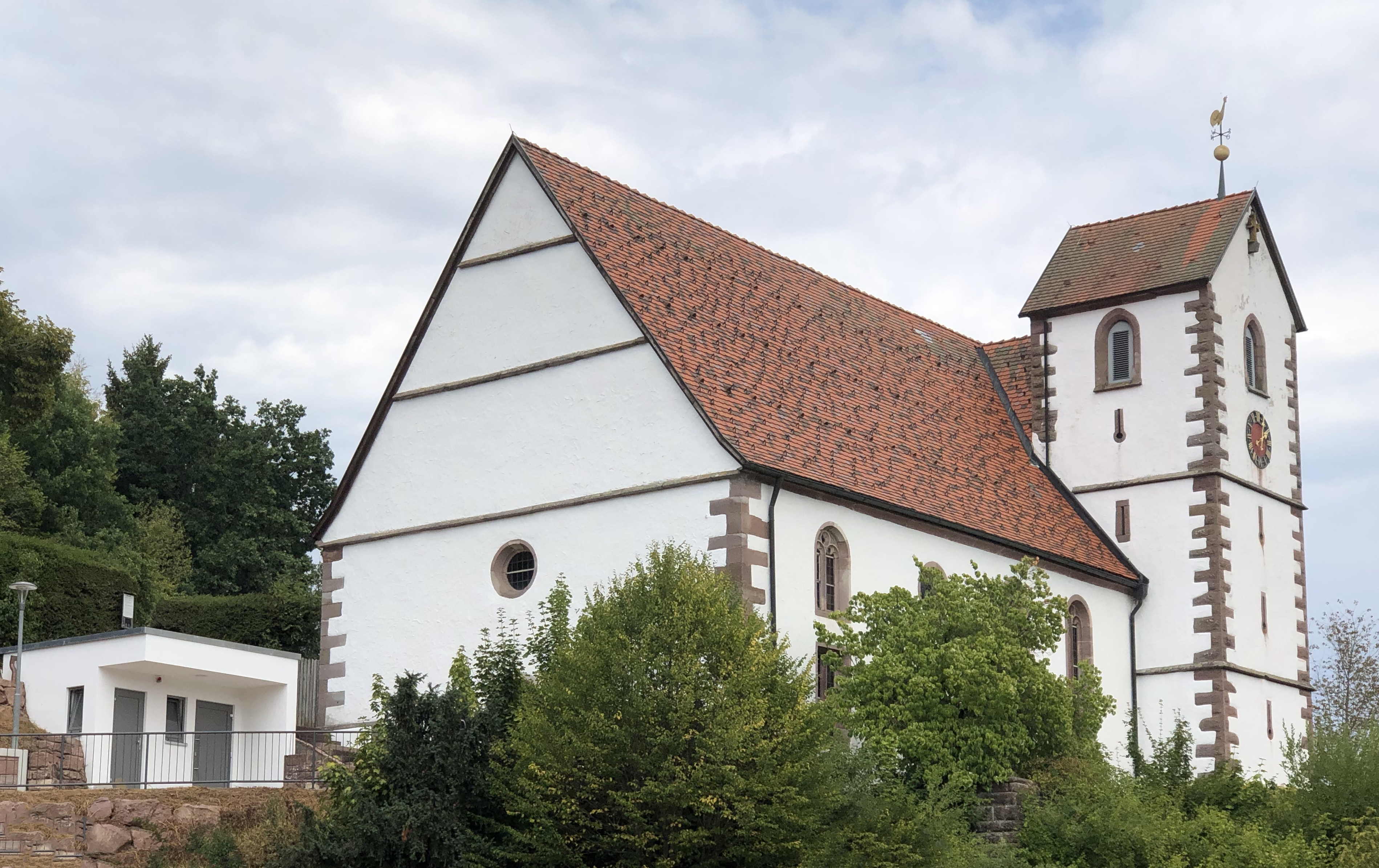
Johanneskirche in Grüntal nach dem Anbau einer Toilette

### Kirchwege des ehemaligen Kirchspieles
Die „alten Kirchwege im Kirchspiel Dornstetten und Grüntal“ wurden vor wenigen Jahren vom Schwarzwaldverein Ortsgruppe Dornstetten ausgeschildert. Diese historischen Kirchwege (vermutlich rund 1000 Jahre alt) waren wichtige Verbindungswege zwischen den einzelnen Orten der Kirchspiele. Man nimmt an, dass schon im 8. Jahrhundert, zu Zeiten der ersten Kirche in Dornstetten, die Leute der umliegenden Orte diese Wege rege benützten.

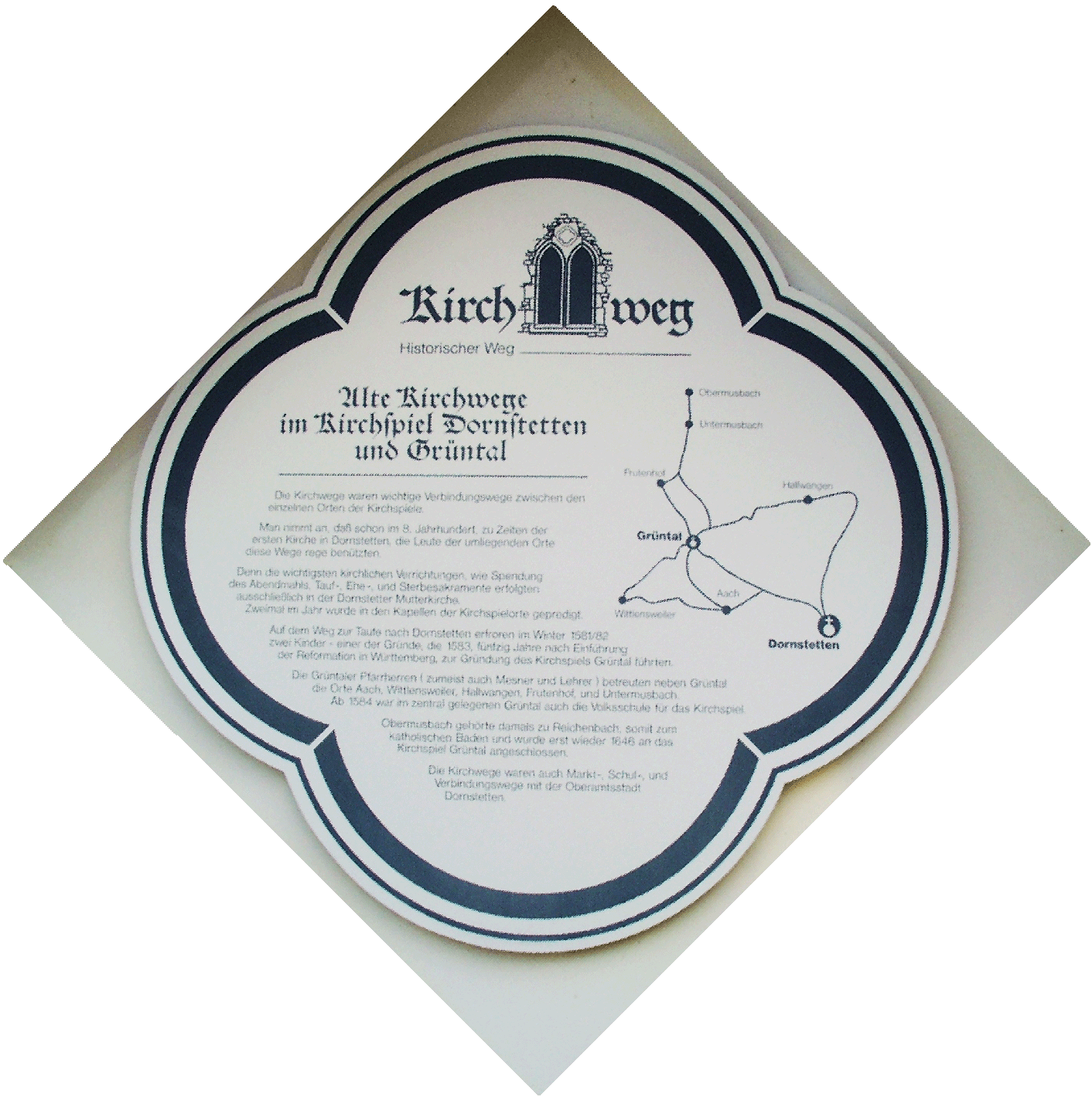
Beschreibung und Beschilderung der ehemaligen Kirchwege

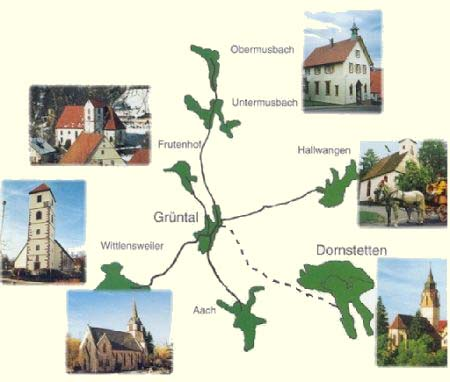
Kirchwege des ehemaligen Kirchspiels Dornstetten Grüntal

Denn die wichtigsten kirchlichen Verrichtungen, wie Spendung des Abendmahls, Tauf-, Ehe- und Sterbesakramente, erfolgten ausschließlich in der Dornstetter Mutterkirche. Zweimal im Jahr wurde in den Kapellen der Kirchspielorte gepredigt. Auf dem Weg zur Taufe nach Dornstetten erfroren im Winter 1581/82 zwei Kinder, einer der Gründe, die 1583, 50 Jahre nach Einführung der Reformation in Württemberg, zur Gründung des Kirchspiels Grüntal führten. Die Grüntaler Pfarrherren (zumeist auch Mesner und Lehrer) betreuten neben Grüntal die Orte Aach, Wittlensweiler, Hallwangen, Frutenhof und Untermusbach. Ab 1584 war im zentral gelegenen Grüntal auch die Volksschule für das Kirchspiel. Obermusbach gehörte damals zu Reichenbach, somit zum katholischen Baden und wurde erst wieder 1646 an das Kirchspiel Grüntal angeschlossen. Die Kirchwege waren auch Markt-, Schul-, und Verbindungswege mit der Oberamtsstadt Dornstetten.
Nach den Tübinger Pfalzgrafen waren die Grafen von Eberstein bei Baden-Baden im 13. Jahrhundert Besitzer von Grüntal. Diese verkauften es 1421 an die Grafen und späteren Herzöge von Württemberg, wo es bis 1806 vom herzoglichen Amtmann bzw. Vogt in Dornstetten verwaltet wurde.
Während des Bauernkrieges (um 1525) gab es in Grüntal-Frutenhof 13 Wohngebäude sowie zwei Sägemühlen und eine Kirche. Im Jahre 1650 zählte Grüntal 80 Einwohner, es standen in Grüntal 21 und in Frutenhof 4 Gebäude.
1599 wurde Freudenstadt durch Herzog Friedrich von Württemberg gegründet.
Während des Dreißigjährigen Krieges (1618–1648) herrschte auch in dieser Gegend allgemeine Not.
Gegen wiederholte Einfälle französischer Truppen in die Gegend wurden auch 22 Männer aus Grüntal-Frutenhof für das Aufgebot des Herzogs von Württemberg rekrutiert. 1696/97, gegen Ende des Pfälzischen Erbfolgekrieges wurden deshalb die Schanzen an der heutigen Schwarzwaldhochstraße gebaut, woran auch 14 Männer aus Grüntal-Frutenhof teilnehmen mussten. In den französischen Revolutionskriegen wurden die Sperren überwunden, und die marschierenden Truppen nahmen auf ihrem Weg nach Stuttgart Quartier in Grüntal-Frutenhof. Dabei plünderten sie 29 Familien aus.
Im 17. und 18. Jahrhundert wanderten auch aus Grüntal viele Familien und Einzelpersonen in die Vereinigten Staaten, nach Polen und nach Weißrussland aus.
Im Feldzug von Napoleon I. nach Russland nahmen 1812 vom damaligen „Kirchspiel Grüntal“ mehrere Männer teil. Einer Eintragung im Kirchenbuch zufolge fielen zehn Männer und acht starben in Lazaretten. Während der Befreiungskriege 1813–1815 von Napoleon kamen sogar russische Soldaten bis nach Grüntal. Im Deutsch-Französischen Krieg 1870/71 mussten 18 Soldaten und Landsturmmänner teilnehmen.
1842 kam Gustav Werner auf Einladung zu Vorträgen in die Johanneskirche nach Grüntal. Dies war seine erste Station im Schwarzwald. Gustav Werner, ein evangelischer Vikar, gründete 1842 in Walddorf bei Reutlingen sein erstes Bruderhaus (Waisenhaus). 1857 gründeten Mitarbeiter von Gustav Werner in Frutenhof eine Zweiganstalt mit damals 5 Helfern und 18 Zöglingen.
Mit dem Tode des Nachtwächters Würfele im September 1923 ließ die Gemeinde das Oberamt wissen, dass sie angesichts einer gut ausgerüsteten Feuerwehr und einer Quellwasserversorgung mit Hydrantenanschluss von einer Wiederbesetzung der Nachtwächterstelle absehe. In den Jahren 1904/05 wurden zwei Quellen im Wald gefasst und eine zentrale Wasserversorgung eingerichtet. 1911 wurde durch das Elektrizitätswerk Graf in Frutenhof mit einem 70 PS-Motor, der mit Petroleum gespeist wurde, Strom für das Stockerbachtal erzeugt und geliefert. Nach dem Ersten Weltkrieg wurde, wegen Mangel an Petroleum, die Stromlieferung durch das Überlandwerk in Glatten (Kohle, Dampf) und später durch die Energie-Versorgung-Schwaben in Bettenhausen übernommen.
Im Ersten Weltkrieg (1914–1918) fielen 22 Männer aus Grüntal-Frutenhof, im Zweiten Weltkrieg (1938–1945) fielen 25 Männer und 12 Männer wurden vermisst.
Mit der Gebietsreform in Baden-Württemberg 1971 wurde Grüntal (mit dem Ortsteil Frutenhof) eingemeindet und ist seither als Grüntal-Frutenhof ein Stadtteil Freudenstadts.

## Die Gäubahn
Nach nur etwa 2 Jahren Bauzeit, vorwiegend durch italienische Arbeiter, wurde am 1. September 1879 die verlängerte Gäubahn von Freudenstadt nach Eutingen eingeweiht. Dabei mussten die 3 Täler über den Ettenbach bei Wittlensweiler, den Stockerbach bei Grüntal und den Kübelbach bei Aach mit Viadukten überbrückt werden. Die Steine für die Lager und Pfeiler wurden in Steinbrüchen in der Umgebung gebrochen. Das Gerüstholz wurde im Gemeindewald (Eisenbahnerwald) geschlagen. Die Eisenkonstruktionen wurden mit Pferdefuhrwerken von Neckarhausen über das Glattal herangefahren.
Der Kübelbachviadukt bei Aach hat eine Gesamtlänge von 296 m (einschließlich dem Widerlager), die Stützweiten betragen 50 - 60 - 60 - 60 - 50 m, Höhe 45 m. Der Stockerbachviadukt bei Grüntal ist ebenfalls 296 m lang, die Stützweiten betragen 49,5 - 53 - 74 - 53 - 49,5 m, die Höhe wird mit 42 m angegeben. Der Ettenbachviadukt in Wittlensweiler ist 162 m lang, die Stützweiten betragen 50 - 60 - 50 m, Höhe 25 m.
Erst nach zähem Ringen wurde später für Grüntal ein Haltepunkt genehmigt und am 1. Juli 1911 eingeweiht. Bereits nach der Inflation 1924 sollte der Haltepunkt Grüntal geschlossen werden, konnte jedoch durch einen finanziellen Beitrag der Gemeinde verhindert werden.
Am 17. April 1945 wurden die Viadukte bei Aach und Grüntal, nur 5 Stunden vor dem Einmarsch der Franzosen, durch deutsche Truppen sinnlos gesprengt.
Am 1. September 1949 wurde die Gäubahn nach der Instandsetzung der Brücken wieder eröffnet.
Mit dem Wechsel zum Sommerfahrplan 1976 wurde der Haltepunkt Grüntal am 29. Mai endgültig geschlossen. Das „Bahnhöfle“  und das „Bahnwärterhäusle“ wurden verkauft.
Unter großer Beteiligung der Bevölkerung wurde mit einer Demonstration der letzte Halt am Grüntaler „Bahnhöfle“ begleitet. Die Demonstranten fuhren zum Hauptbahnhof Freudenstadt und wieder zurück.
Bei der Rückfahrt erfolgte in Grüntal ein „Sonderhalt“.
Im August 2004 erfolgte die Gleiserneuerung durch die Deutsche Gleis- und Tiefbau GmbH (DGT).
Am Sonntag, dem 10. Dezember 2006 wurde mit einem ausgiebigen Festprogramm der Start des elektrischen Zugverkehrs zwischen Freudenstadt und Eutingen gefeiert. In den späten Abendstunden des 27. Oktober 2012 wurde eine neue Brücke für die Unterführung der Kreisstraße beim künftigen Haltepunkt Grüntal/Wittlensweiler eingebaut.
Mit Änderung des Fahrplanes am 15. Dezember 2013 wurde in Grüntal die neue Haltestelle, jetzt Grüntal/Wittlensweiler eröffnet

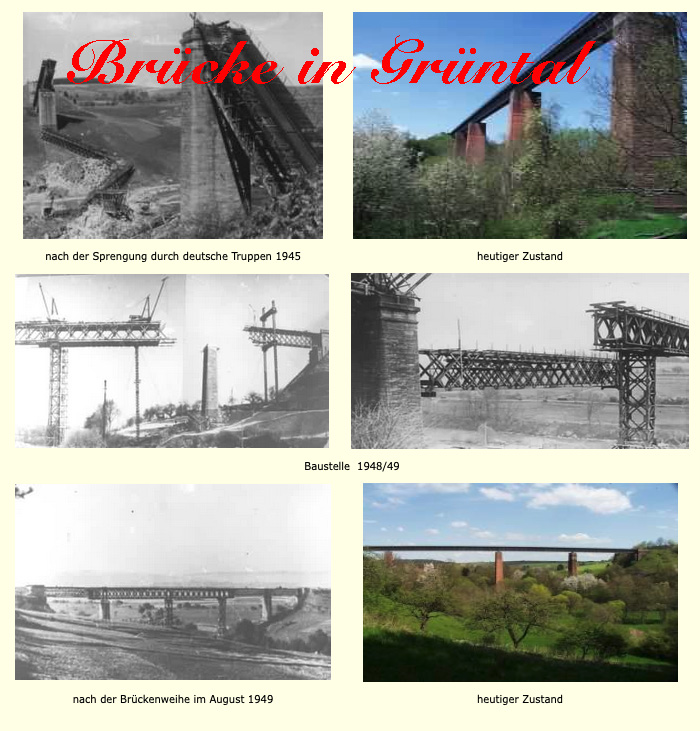
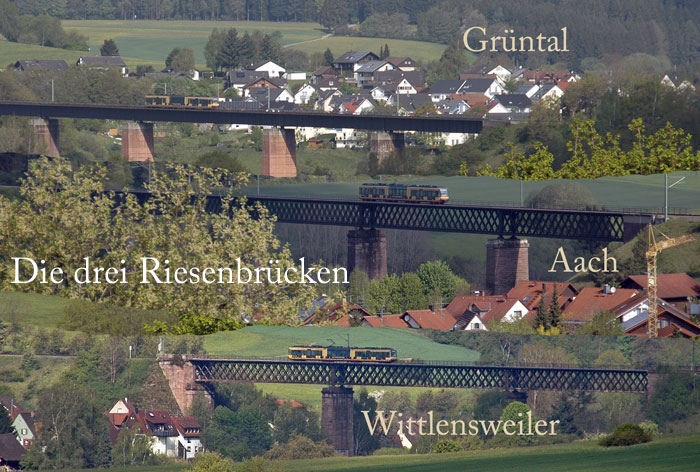
Die 3 Riesenbrücken der Gäubahn Freudenstadt - Eutingen zwischen Freudenstadt und Dornstetten
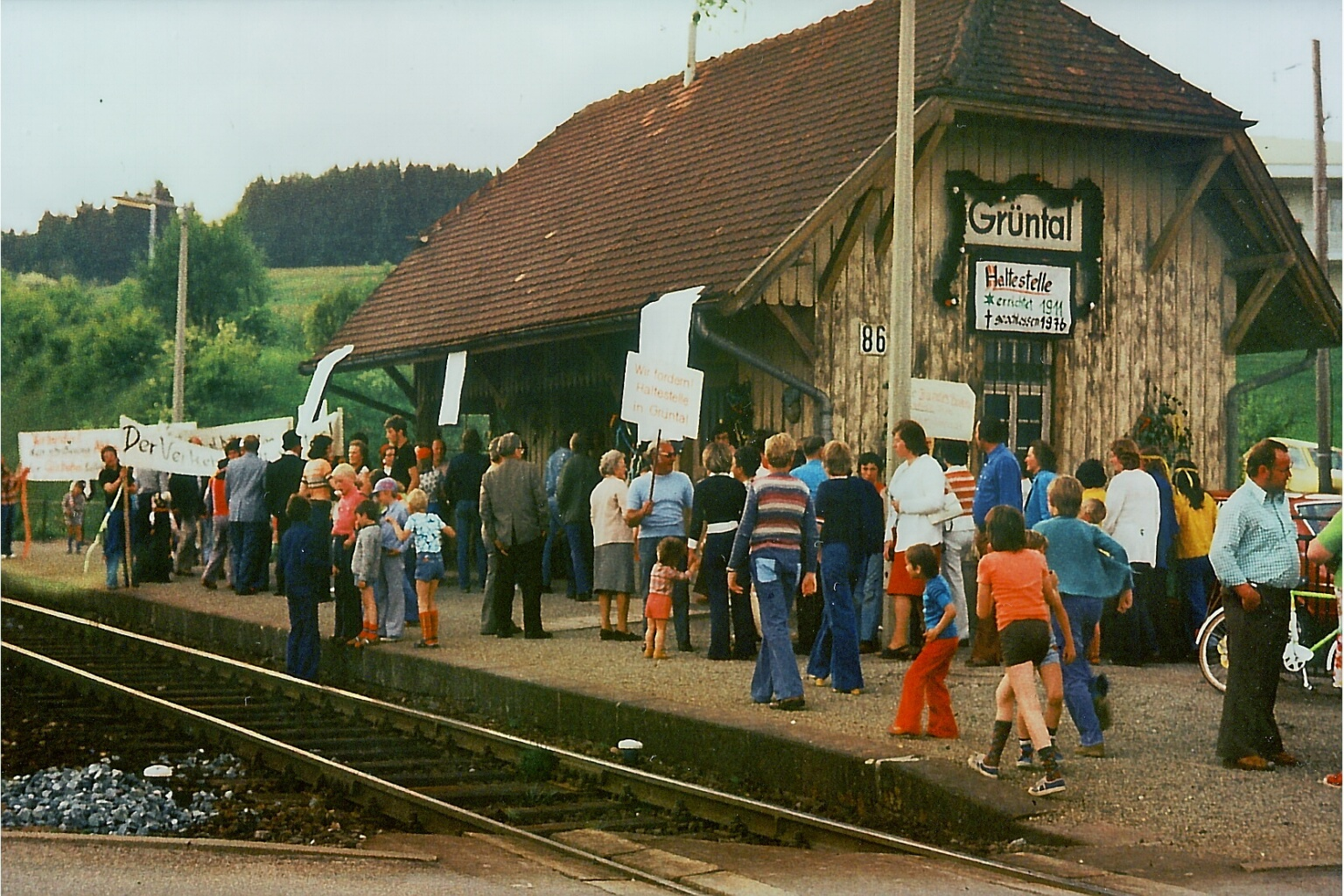
Demonstration am 29. Mai 1976 am Haltepunkt Grüntal - Bahnhöfle Grüntal

## Wappen von Grüntal

Am 20. März 1957 verlieh das Innenministerium Baden-Württemberg der Gemeinde Grüntal ein Wappen und das Recht, eine Flagge in den Farben „grün-gelb“ zu führen. Das Wappen zeigt in Gold einen grünen Wellenbalken, oben begleitet von zwei fünfblättrigen goldbesamten (= gelb) roten Rosen, unten von einer roten Lilie. Die grünen Wellenbalken und die roten Blumen sollen den Ortsnamen deuten, der an ein Wiesental denken lässt. Die roten Rosen erinnern an die Grafen von Eberstein, die den Ort vom 13. bis 15. Jahrhundert besaßen und eine rote Rose im Wappen führten.
Die Anregung zum Erwerb eines Wappens ging vom Landratsamt Freudenstadt aus. Es betrachtete es als sinnvoll, die Kreisberufsschule in Freudenstadt mit dem Wappen ihrer Verbandsgemeinden zu schmücken. Den Entwurf fertigte Kunstmaler Paul Kälberer aus Glatt (heute ein Stadtteil von Sulz am Neckar). In den Jahren zuvor bediente sich die Gemeinde Grüntal bei ihren Siegeln der jeweiligen Landeswappen (Hirschhorn/Löwen). Aufgrund der Eingemeindung nach Freudenstadt am 1. Januar 1972 verlor das Wappen seine Rechtsgültigkeit.

## Vereine
- CVJM Grüntal-Tischtennis e. V.
- Diakonieverein Grüntal-Musbach-Hallwangen e. V.
- Evangelische Kirchengemeinde Grüntal-Musbach
- Förderverein Bürgertreff Grüntal-Frutenhof e. V.
- Freiwillige Feuerwehr Freudenstadt – Abteilung Grüntal-Frutenhof
- Motorradfreunde Grüntal e. V.
- Narrenzunft Stockerbachtal e. V.
- Schützengilde Grüntal-Frutenhof e. V.
- Sängergruppe Grüntal-Frutenhof